# 선라이트 주니어
《선라이트 주니어》(영어: Sunlight Jr.)는 2013년 공개된 미국의 영화이다.

## 출연

### 주연
- 나오미 왓츠
- 맷 딜런
- 노만 리더스

### 조연
- 테스 하퍼
- 안토니 코론
- 윌리엄 헤즈
- 빅토리아 보다르
- 레이젤 톰슨
- 비비안 플레밍 알바레즈
- 페르난도 마르티네즈
- 키스 허드슨
- 테이턴 신키아
- 니콜 파리스 윌리암스
- 가브리엘 알렉산더
- 파워드 시디퀴
- 로드니 루이스 아퀴노
- 구스타보 페레즈
- 켄 안토니 2세

## 기타
- 협력프로듀서: 가브리엘 코헨-엘리아 Gabriel Cohen-Elia
- 협력프로듀서: 모타즈 M. 나불시 Motaz M. Nabulsi
- 협력프로듀서: 마르코스 텔레체아 Marcos Tellechea
- 사운드슈퍼바이저: 스콧 크래머
- 미술: 제이드 힐리
- 분장: 아미 L. 포사이스 Amy L. Forsythe
- 배역: 케리 바든
- 배역: 폴 쉬니